# 南野雪花
南野 雪花（みなみの ゆきか、本名：丹 秀行（たん ひでゆき）、1970年8月26日 - ）は、日本のライトノベル作家・漫画原作者。北海道茅部郡森町出身、同町在住。森町立森中学校、北海道函館稜北高等学校、札幌学院大学法学部卒業。血液型はA型。
代表作に『異世界再建計画』、『二度追放された冒険者、激レアスキル駆使して美少女軍団を育成中』、『ねこの湯、営業中です』など。

## 経歴
北海道茅部郡森町出身で、函館稜北高時代から小説を書き始め、札幌学院大学卒業後、新聞販売店勤務を経て、30代前半でゲーム会社のライターに。5年ほど続けたが、経済的に厳しく電気工事会社に転職。家族の介護のため2014年にUターン。これを機に「好きな小説に取り組んでみよう」と執筆を始めた。
函館を舞台にした「ねこの湯、営業中です！」が大手小説サイト主催の文芸賞を受賞した。目の持病で一時退職していたが、手術で快癒し、岡崎康輔町長の励ましを受け職場復帰。「異世界再建計画」が講談社から出版されたほか、マンガの原作者としても活躍。町職員として働きながら、執筆活動を続けている。
軽快な台詞回しと容赦のない世界観が、南野節と呼ばれている。決め台詞は「世の中は肉だ」愛猫は「ぴろしき」と「さくら」

- 2019年、『異世界再建計画』で小説家デビュー。[2]
- 2022年、アルファポリス第五回キャラ文芸大賞の優秀賞とご当地賞をダブル受賞。[1]

## 作品リスト

### 小説
- 異世界再建計画（講談社レジェンドノベルス、イラスト：Ｋｏｔａｋａｎ、全2巻（続刊未定））

1. 2019年3月7日 ISBN 978-4065142486
2. 2019年8月7日 ISBN 978-4065160398

- 若さに頼らない充実のセカンドライフ！～騎士物語のモブ悪女に転生してしまいました～（エンジェライト文庫、イラスト：かふか、全1巻）

1. 2022年1月27日[9] 電子書籍のみ[10]

- ねこの湯、営業中です! 函館あやかし銭湯物語（アルファポリス文庫、イラスト：細居美恵子、全1巻）

1. 2023年12月25日 ISBN 978-4434330919

### 漫画原作
- 二度追放された冒険者、激レアスキル駆使して美少女軍団を育成中!（ぶんか社コミックス、漫画：青木千尋、既刊5巻、※小説からのコミカライズ）

1. 2022年7月5日 ISBN 978-4821129768
2. 2023年3月3日 ISBN 978-4821155484
3. 2023年10月5日 ISBN 978-4821157020
4. 2024年6月5日 ISBN 978-4821158355
5. 2024年12月27日 ISBN 978-4821159734